# Walter Verdin

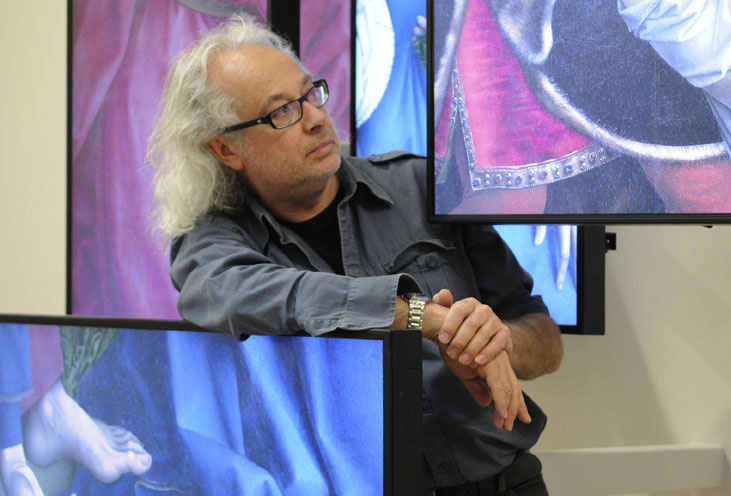
Walter Verdin tussen de monitoren van video-installatie Sliding Time / Leuven 2009

Walter Maria Herman Verdin (Anderlecht, 9 mei 1953) is een Belgisch muzikant, videomaker en grafisch kunstenaar.

## Bio
Tijdens zijn studies kunstgeschiedenis aan de Katholieke Universiteit Leuven, begon Walter Verdin te beeldhouwen en te schilderen aan de Rijksschool voor Beeldende Kunsten te Brussel en nadien te etsen aan de Stedelijke Academie voor Schone Kunsten van Leuven.
Hij ontwierp platenhoezen en affiches (theater/muziek) en kwam zo in contact met de Belgische muziekwereld. Dit resulteerde o.a. in 1980 in een eigen lp: CINEMA, met Nederlandstalige songs, die nog altijd op de playlists van de Belgische radiozenders terug te vinden zijn. In 1983 vertegenwoordigde hij met zijn groep Pas de Deux België op het Eurovisiesongfestival in München.
Daarna zei hij de populaire muziek vaarwel en opteerde vooral voor videowerk, zowel puur artistiek (vb: Videorhythmics, een videoconcert waar videotapes het ritme aangeven voor live muziek) als in opdracht van de Universiteit van Leuven (waar hij sinds 1980 werkzaam is als free lancerealisator van didactische video's, bedrijfsvideo's en promotiespots), van de VRT en VTM (realisatie van programma’s, generieken, synopsis).
Zijn artistieke videotapes zijn op alle belangrijke internationale videokunstfestivals vertoond. Sinds 1986 realiseerde hij verschillende video- en multimedia-installaties in binnen en buitenland.
Sinds 1980 realiseerde hij theaterregistraties in dienst van de K.U.Leuven, en van verscheidene gezelschappen. Dit bracht hem tot de realisatie van onafhankelijke theater- en dansvideo’s, waaronder "Roseland", een video in samenwerking met Wim Vandekeybus en Octavio Iturbe, die reeds drie belangrijke prijzen kreeg: de Bohemian Crystal (Prague d'Or, 1991), de Dance Screen Award 1991, Frankfurt en recentelijk (1993) de "Price for creativity" van de National Film Board of Canada tijdens het Festival International du Film sur l'Art, Montreal, Canada. In samenwerking met Anne Teresa De Keersmaeker en haar gezelschap Rosas maakte hij de dansvideo's "Monoloog van Fumiyo Ikeda op het einde van Ottone, Ottone" (1989) en "Ottone, Ottone (deel 1 en 2)" (1991). Een andere bekende dansvideo die door Walter Verdin werd gemaakt is Goldberg Variations 1-15 & 16-30 (1992, i.s.m. de Amerikaanse choreograaf Steve Paxton). Sinds 1992 wordt Walter Verdin regelmatig in het buitenland gevraagd om workshops in "dansvideo" te leiden en lezingen te geven. In 1993 stopt hij met de realisatie van dansvideo's en sindsdien legt hij zich vooral toe op eigen werk. De video-installatie Videolepsia was het eerste resultaat van deze beslissing.
In 1994 begon Walter Verdin samen te werken met Guy Cassiers, voor wie hij 6 maal het beeld (video-/film-/diaprojecties) verzorgde in zijn theaterregies. Angels in America (1995, Rotheater) viel tweemaal in de prijzen: Prosceniumprijs 1995 en Gouden Gids Publieksprijs 1996. Deze samenwerking, die gedurende het seizoen 1998-1999 resulteerde in een vast dienstverband bij het Rotheater.
In een organisatie van De Kunstbank-Leuven realiseerde hij de tentoonstelling en het boek ice (maart 1996, uitgeverij P-Leuven), bestaande uit videostills op papier en diainstallaties.
Ondertussen (sinds 1993) werkte hij, met de hulp van Frank Michiels, aan een eigen project: een nieuw videoconcert, X<Afrika. In dit videoconcert verenigt Walter Verdin zijn verschillende interessevelden: (bewegend) beeld, muziek en het podium. X<Afrika ging in première op het KunstenFestival 1996. Er volgde een kleine tournee, mede mogelijk gemaakt door de subsidie, gekoppeld aan de titel van Cultureel Ambassadeur van Vlaanderen 1997.
In 1999 begon Walter Verdin met zijn stormtrilogie. In deze trilogie staat de interactie tussen verschillende disciplines centraal. In Storm was dat video en dans, in DA PRJCT video en muziek. DA SSTM is het laatste deel van de trilogie, een video/muziek performance.
Sinds midden 2001 krijgt vzw Corban structurele subsidies van de Vlaamse Gemeenschap als muziektheater. TITLE SAFE is de creatie van het eerste werkingsjaar: een video/concert installatie met medewerking van een aantal collega-videomakers en muzikanten met verschillende achtergronden.
In 2002 werkte Walter Verdin ook nog mee aan Gilgamesh in een regie van Theu Boermans voor het Burgtheater te Wenen en leverde hij het campagnebeeld voor Festival van Vlaanderen Brussel en Gent. In 2003 werkte hij aan een reeks kleinere samenwerkingsprojecten: Test One Two, een videoinstallatie voor Looking Glass, Dansaertstraat (Brussel), SAMPLE 2 BCN, een interactieve video-installatie met danseres Sofia Asencio, voor het festival VideoDansa (Barcelona) en DDINI, een videoconcert met Dirk Da Davo.
In februari 2004 vond VERTIGO TRACKS plaats; een avondvullend programma rond het werk van Walter Verdin in Matrix Art Project (Brussel). Hiervoor selecteerde Walter Verdin uit 25 jaar videowerk en performances: live fragmenten uit DA SSTM, SAMPLE 2, een nieuwe ruimtelijke video installatie Vertigo, de screening van danstapes enz.
In mei 2004 liep ook, gelijk met het kunstenfestivaldesarts, OFFF04 in het Matrix Art Project Brussel. Samen met Nadine vzw en Matrix Art Project stond Corban vzw in voor de organisatie van dit festival.
Op 5 november 2004 ging in Brussel Title Safe II in premiere: een techno/videoconcert met Senjan. Bij deze gelegenheid werd Title Safe I herwerkt met improvisatie van Garrett List en Kaat Dewindt.
In maart 2005 werd X<Afrika uitgenodigd in Maputo (Mozambique). Walter Verdin gaf bij deze gelegenheid een workshop dans en video en interactiviteit in Culturarte, een dansgroep, annex school. Deze contacten zullen in de toekomst nog tot verdere en diepere samenwerking leiden.
Voor VERTIGO TRACKS II in MAP werd de videoinstallatie Women & Airplanes gerestaureerd. Bij de opening improviseerde Kaat Dewindt op de vleugelpiano, geleid door een montage van videobeelden uit het vroegere werk van Walter Verdin.
Door een vermindering van de struturele subsidies voor de vzw Corban werd de artistieke productie in 2006 aanzienlijk teruggeschroefd. Belangrijkste activiteiten waren de tentoonstelling "De Vrouwen van Mozart", een herwerking van EDEN (videoconcert met Capilla Flamenca) en de creatie van het derde deel van het grote project Title Safe.
In 2007 trok Walter Verdin naar Maputo om er gedurende een maand les te gaan geven aan de National School for Visual Arts (ENAV) en werd de triple-dvd-box van Title Safe aan het publiek gepresenteerd.
2008 was het jaar van de vernieuwing van Canvas: Walter Verdin bezorgde aan de VRT 70 CANVASINTRO's met werk van de Title Safe-kunstenaars. Deze video's waren dagelijks op tv en zijn permanent te bekijken op www.canvas.be. In de lente van 2008 was hij voor een tweede lange periode in Maputo om er een opleiding video te gaan geven aan het ENAV.
In 2009 organiseerde hij met vzw Corban de video en dansworkshop VIDEOvsDANCE in het Nyanga Arts Development Center, in de township Nyanga, Kaapstad. De Zuid-Afrikaanse danseres Moya Michael (zie Rosas) vergezelde hem en coachte er de dansers.
Op het einde van datzelfde jaar, 2009 werd de video-installatie SLIDING TIME gecreëerd als intro bij de grote overzichtstentoonstelling "Rogier van der Weyden, de Passie van de Meester", ter gelegenheid van de opening van Museum M in Leuven. http://www.slidingtime.be
2010 Timbila Tracks
2010 Guests
2011 Game Request
2011 TMMX
In 2014 maakte hij videowerk voor de voorstelling Leni en Susan en in 2018 voor de voorstelling Gesprek met de regen, twee voorstellingen van Stijn Devillé bij Het nieuwstedelijk.

## Muzikale carrière
Als ontwerper van platenhoezen kwam hij in contact met het muzikantenmilieu en werd hij zelf ook muzikant.
In 1979 nam hij met Jean-Marie Aerts, Karel Vereertbrugghen, zijn  broer Joris Verdin en Stoy Stoffelen de lp "Cinema" op. De single "Er is iets" bereikte in 1980 de eerste plaats in de Vlaamse Top Tien. Op BRT2-Zomerhit 1980  kreeg hij er ook de prijs van beste debuut solo-artiest voor.
Met dezelfde groep muzikanten nam hij ook in 1979 in eigen beheer de single Specimen & The Rizikoos - "Storingen" op, een 'duo' met Josse De Pauw, die hieraan meewerkte als lid van het gezelschap 'Radeis', met wie de animatiegroep 'Grasgroen' het project Storingen opzette in Leuven ter gelegenheid van het Festival van Vlaanderen. Deze single werd een culthit, mede door de aanwezigheid op het album 'Get Sprouts' dat Gust Decoster voor de toenmalige ASLK samengesteld had, en verscheen uiteindelijk ook op het label Parsley, met als andere A-kant Rick Tubbax - "Bojangle plays tonight".
In 1983 werd Verdin echt bekend in Vlaanderen (en daarbuiten) als de drijvende kracht achter de Belgische Eurovisiesongfestival-inzending Pas De Deux, die zich op vraag van een BRT-medewerker (Ward Bogaert) inschreef nadat een andere inzending afzegde. De keuze voor Pas De Deux werd op gemengde gevoelens onthaald.
Datzelfde jaar stapte hij uit de muziekwereld om zich op de videokunst te richten: zijn eerste videoconcert Videorythmics ging eind 1984 in première in de Brusselse discotheek -EX.

## Videokunst
Als videokunstenaar werkte hij samen met verschillende choreografen zoals Wim Vandekeybus en Anne Teresa De Keersmaeker en met theatermakers Guy Cassiers en Theu Boermans. Een van zijn dansvideo's, Goldberg Variations 1-15 & 16-30, werd in 2016 door het Kaaitheater en Videolepsia op dvd uitgebracht. De video is gebaseerd op de improvisaties die de Amerikaanse choreograaf Steve Paxton tussen 1984 en 1992 uitvoerde op Johann Sebastian Bachs Goldberg Variations. Als slot van dat achtjarige proces wou hij een registratie en vroeg daarvoor Walter Verdin. Gedurende tien dagen volgde die de bewegingen van de improviserende Paxton in het Felix Meritis-gebouw in Amsterdam. Uit de dertien uur materiaal monteerde en componeerde hij een dansfilm van 54 minuten. De dvd-uitgave bevat ook een live-opname van de allerlaatste performance in Amsterdam, en een fragment uit het televisieprogramma Ziggurat (BRTN) over het productie- en montageproces.
Later legde hij zich meer toe op eigen video-installaties.
Het project Title Safe verscheen in 2007 op Dvd.
Verdin werkt vaak samen met kunstenaars in Maputo, Mozambique waar hij sinds 2005 verschillende workshops heeft gegeven.

## Muziek

### Discografie

#### Albums
- 1980 Walter Verdin : Cinema (Polydor)
- 1983 Pas De Deux : Des Tailles (Parsley)
- 1983 Pas De Deux : Axe Ends (Germany)
- 1983 Pas De Deux : Des Tailles (Spain)

#### Singles
- 1979 Specimen & The Rizikoos : Storingen
- 1980 Walter Verdin : Er is iets / Zin om in de muur te kruipen
- 1980 Walter Verdin : Chocolat dansant / 't is wel fijn
- 1981 De Kreet / Carla & Specimen : Dark in the Shadow / De zus van Adeline
- 1982 Pas de deux : The Lonely Guys / Little Danny - Iedereen is Zot
- 1983 Pas de deux & Big Band : Rendez-Vous
- 1983 Pas de deux : Mani Meme / Cardiocleptomanie

Releases in
Nederland, Frankrijk, Denemarken, Israël, Spanje, Oostenrijk en Duitsland

Storingen, Er is iets en Rendez-vous zijn op meerdere compilatie-cd’s terug te vinden
Pas de deux / Cardiocleptomanie staat op volgende vinylcompilaties

The Hidden Tapes, Minimal Wave, New York, 2011

Belgian Wave & Pop Songs from the 1980's, Rush Hour, Amsterdam, 2011

### Theatermuziek
- 1981 Adeline, musical, gecoproducet door Jean-Marie Aerts, Theater De Kreet
- 1981 Act 23, regie Myriam Thys, Theater Vertikaal, Gent
- 1984 Brittanicus, De Mannen van de Dam, Antwerpen
- 1988 Games Room, samen met Peter Vermeersch, Vooruit-productie, Gent
- 1989 Stukken III-Annie, tekst en regie Paul Pourveur, Oud huis Stekelbees, Gent
- 1994 Elle n'est pas moi, Atelier St.-Anne, Brussel
- 1996 Dis-moi (La Chanson de Charlotte) voor Honni Soit Qui Mal Y Pense! van Paul Peyskens, Bronks, Brussel

## Video

### Single screen
- 1978 Grasgroen-bericht (15:07)
- 1981 Video-dance Nr.1: Minimalize (11:27)
- 1982 Percussion (3:49)
- 1984 Videotracks, part 1:
  - Ja-Rhythm, Videotrack N°4 (4:22)
  - A Melody, Videotrack N°3 (6:06)
  - A Bathroom, Videotrack N°2 (4:25)
- 1985 Videomotions, part 1:
  - A Car, Videomotion N°5-short (4:49)
  - A Laska, Videomotion N°10-short (3:40)
  - A Freckle, Videomotion N°7 (4:58)
  - A Plane, Videomotion N°9 (6:56)
- 1985 Videotracks, part 2:
  - A Laska, Videotrack N°10 (9:13)
  - A Libretto, Videotrack N°1 (5:35)
- 1985 Videomotions, part 2:
  - An Imagination, Videomotion N°6 (5:24)
  - A Cut & A Wipe, Videomotion N°8 (5:45)
  - A Shadow, Videomotion N°14 (6:10)
- 1985 Somewhere Else / In The Meantime (27:28)
- 1985 Video d'Ameublement for Somewhere Else (60:00)
- 1985 Video d'Ameublement for Parties (47:00)
- 1985 A Message 1 (0:19) / A Message 2 (1:23)
- 1985 An Interview 1 (1:09) / An Interview 2 (3:26)
- 1986 Maal Drie -met Walter Hus/piano-improvisatie (10:21)
- 1986 Sonate, part 3 -videotrack voor Walter Hus (7:00)
- 1995 Corban, (54:50)
- 1996 Ex*Africa, demotape (12:17)
- 2001 X<Soli – Train to Abidjan (5:50)
- 2001 X<Djabara – Bus to Grand-Bassam (5:02)
- 2003 DA SSTM - Part 5 (14:36)
- 2003 TITLE SAFE 1 - one tape version (41:46)
- 2004 TITLE SAFE 2 - one tape version (1:07:03)
- 2007 TITLE SAFE 3 - one tape version

& verschillende remixen en extra's voor DVD BOX TITLE SAFE